# Dansk Automobil Byggeri

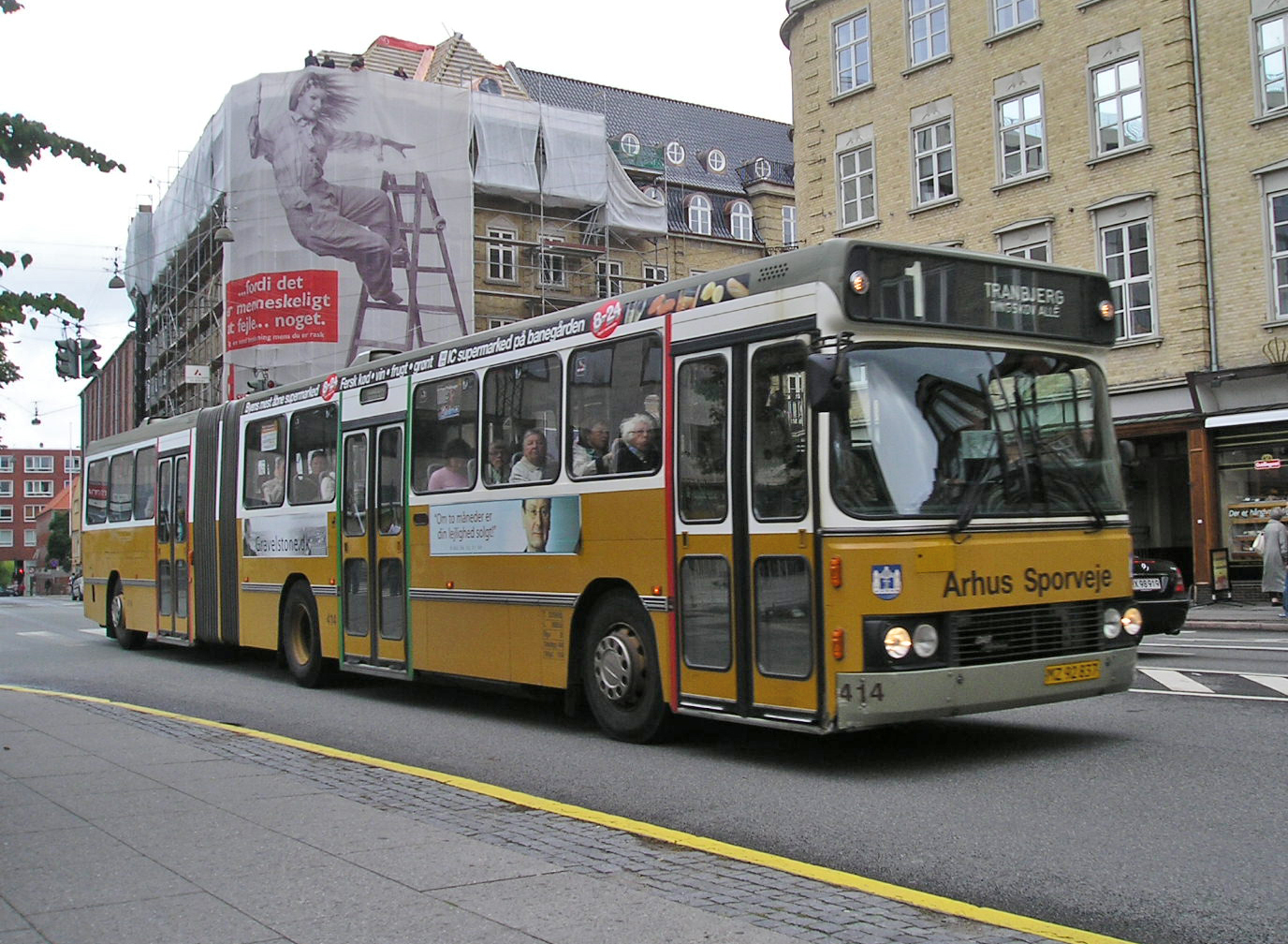
DAB 12-1800B

Dansk Automobil Byggeri A/S (afgekort DAB) was een Deense fabrikant van autobussen en vrachtwagens gevestigd in Silkeborg. 

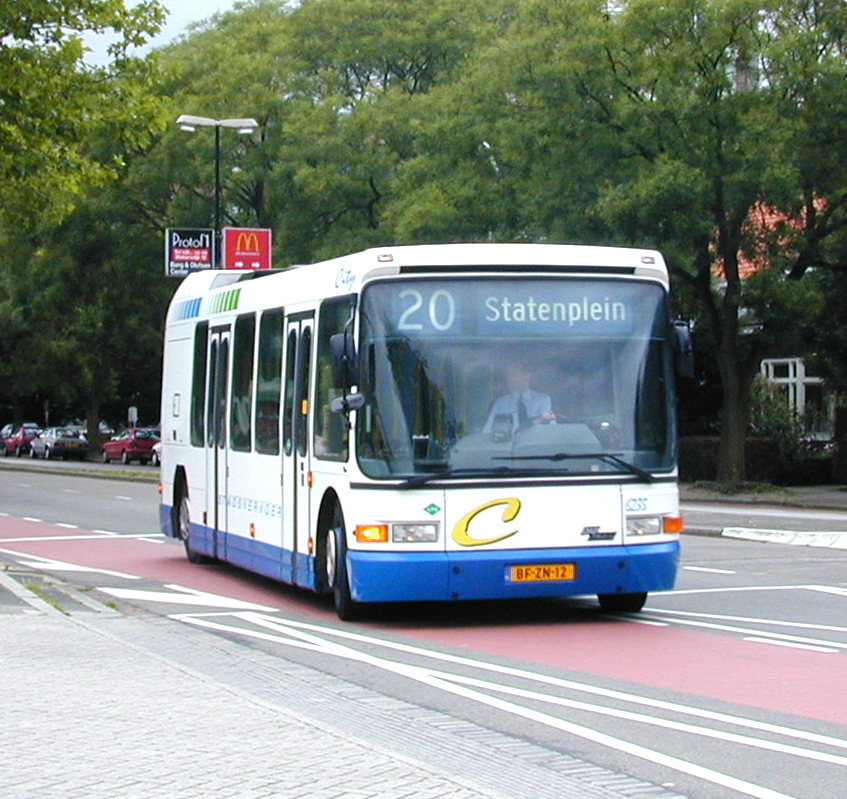
Stadsvervoer Dordrecht bus 6235 van het type DAB 11-860S LPG (a.k.a. Midi City

DAB is in 1912 opgericht in Silkeborg door de Duitser JW Darr. Het bedrijf is begonnen met het bouwen van trucks, maar ging geleidelijk aan ook over op het bouwen van bussen op een vrachtwagenchassis, van bijvoorbeeld Audi, Krupp en Bussing-NAG.
In 1953 ging DAB een samenwerking aan met de Britse fabrikant Leyland Motors. Deze samenwerking had tot gevolg dat DAB Leyland-componenten ging gebruiken en bussen bouwde op een Leyland-chassis. Echter het bedrijf bouwde indien gewenst door de klant ook nog bussen op een chassis van andere merken. In 1970 kocht Leyland een meerderheidsbelang in DAB, en werd de naam werd veranderd in Leyland-DAB. 
Vanaf 1964 bouwde DAB een gestandaardiseerde bus, voornamelijk bestemd voor het busbedrijf van Kopenhagen. Deze bussen waren leverbaar in 7 verschillende modellen en werden verkocht aan diverse particuliere vervoersbedrijven in Denemarken tot de jaren 1990 toen DAB het model VII introduceerde. DAB-bussen hadden allemaal een aluminium carrosserie en werden gebouwd in modules. In de jaren 1980 ging DAB ook gelede bussen bouwen. De Leyland-DAB gelede bussen waren bestemd voor de Deense en Britse markt, en waren de eerste gelede bussen in het Verenigd Koninkrijk, maar met beperkte nabestellingen.
Toen Leyland failliet ging werd Leyland-DAB verkocht aan Volvo. In 1990 ging DAB een samenwerking aan met United Bus, bestaande uit DAF Bus, VDL Bova, Den Oudsten en Optare. United Bus had 70% van de aandelen DAB in bezit. Deze samenwerking had echter niet het gewenste resultaat, waarna DAB weer een zelfstandige Deense onderneming werd.
In de jaren 90 begon DAB met de ontwikkeling van een lage vloer bus. Hieruit ontwikkelden zij de Travelator, een korte bus met lage vloer en deuren zich achter de voorwielen bevonden, net als de latere Optare Solo. Opmerkelijk is dat de achterwielen als enige gestuurd zijn. De Travelator werd een populair model waardoor DAB meer orders ontving uit het buitenland.
In 1995 werd DAB overgenomen door Scania, welke de DAB-modellen voortzette. In 1997 werd de naam veranderd in Scania A/B, Silkeborg. De productie van de DAB-modellen werd beëindigd  in 1999 waarna werd begonnen met het bouwen van de twee Scania modellen: OmniLink en OmniCity. Deze modellen werden ook gebouwd in de Scania-fabriek Katrineholm in Zweden. Door lage verkoopcijfers verkocht Scania de DAB-fabriek in 2002 aan het Noorse Vest Buss AS en de Braziliaanse Busscar Omnibus. De fabriek veranderde haar naam in Vest Bus AS. In februari 2003 ging deze fabriek failliet.